# Tiết Doanh
Tiết Doanh (tiếng Trung: 薛瑩; bính âm: Xue Ying; ? - 282), tự Đạo Ngôn (道言), là quan viên, tướng lĩnh Đông Ngô thời Tam Quốc và Tây Tấn trong lịch sử Trung Quốc.

## Thời Ngô
Tiết Doanh quê ở Trúc Ấp, quận Bái, là con trai thứ của đại thần Tiết Tống, ban đầu làm Bí phủ trung thư lang. Năm 252, Tôn Lượng đăng cơ, phong Vi Chiêu làm Thái sử lệnh, biên soạn Ngô thư. Tiết Doanh cùng Chu Chiêu, Lương Quảng, Hoa Hạch bốn người tuân lệnh phụ trợ.  Năm 258, Tôn Hưu đăng cơ, phong Tiết Doanh cùng Ngu Dĩ, Hạ Thiệu, Vương Phồn làm Tán kỵ Trung bình hầu, Phò mã đô úy, phụ trách khuyên nhủ, chỉ ra khuyết điểm hoàng đế, được người đương thời khen ngợi công chính thanh liêm. Mấy năm sau, Tiết Doanh mắc bệnh phải từ chức.
Năm 264, Tôn Hạo đăng cơ, phong Tiết Doanh làm Tả chấp pháp, rồi Tuyển tào thượng thư. Năm 269, hoàng tử Tôn Cẩn được lập làm Thái tử, Tôn Hạo phong Hạ Thiệu kiêm Thái tử thái phó, Tiết Doanh kiêm Thái tử thiếu phó. Năm 271, theo đề xuất của Hà Định, Tôn Hạo cử Tiết Doanh dẫn 1 vạn người đi đào kênh nối giữa Trường Giang với Hoài Hà, nhưng do địa hình nhiều đá lớn, nên bất lực trở về. Vì sự việc này nên Tiết Doanh bị điều ra bên ngoài cầm quân, giữ chức Vũ Xương tả bộ đốc.
Năm 273, Tôn Hạo ra lệnh cho Tiết Doanh cùng Hạ Khẩu đốc Lỗ Thục đánh Tấn, bị tướng Tấn là Vương Hồn đánh bại. Tiết Doanh vừa thua trận, lại bị truy cứu vụ việc đào kênh, bị giam trong ngục cùng với Lâu Huyền. Lục Kháng biết tin, dâng sớ cầu xin, cả hai bị đày ở Quảng Châu.
Cùng năm, Tả quốc sử Vi Chiêu bị xử tử. Hữu quốc sử Hoa Hạch không cứu được Vi Chiêu, bèn đề nghị triệu Tiết Doanh trở về để hoàn thành sách sử. Tôn Hạo đồng ý, phong Tiết Doanh làm Tả quốc sử, chủ trì biên soạn Ngô thư. Không lâu sau, Tiết Doanh vì cầu xin cho Tuyển tào thượng thư Mâu Y nên lại bị đi đày Quảng Châu. Chưa tới nơi thì lại được triệu về triều, giữ chức Tả quốc sử như cũ. Doanh sau đó nhiều lần dâng sớ cầu Tôn Hạo giảm bớt hình phạt, lao dịch, có kiến nghị được tiếp thu, được thăng chức Quang lộc huân.
Năm 280, Đông Ngô gặp nguy cơ từ Tấn, Tiết Doanh cùng Hồ Xung kiến nghị Tôn Hạo cho người đến phân hóa các tướng Vương Tuấn, Tư Mã Trụ, Vương Hồn của Tấn, nhưng công việc không đạt được kết quả như ý. Thư từ khi đó đều do Doanh viết.

## Thời Tấn
Năm 280, Đông Ngô diệt vong, Tiết Doanh theo Tôn Hạo đầu hàng. Doanh bị áp giải đến Lạc Dương, được Tư Mã Viêm triệu kiến, phong chức Tán kỵ thường thị. Năm 282, chết.

## Gia đình
Con trai của Doanh là Tiết Kiêm (薛兼), tự Lệnh Trường (令長), cùng Kỷ Chiêm, Mẫn Hồng, Cố Vinh, Hạ Tuần được xưng là "Ngũ tuấn", từng giữ chức Đan Dương doãn, Thượng thư, Thái tử thiếu phó. Thời Tấn Minh Đế, Kiêm được phong Tán kỵ thường thị, quan đến Thái thường.

## Nhận xét
Lục Khải từng đánh giá: Diêu Tín, Lâu Huyền, Hạ Thiệu, Trương Đễ, Quách Trác, Tiết Doanh, Đằng Tu cùng tộc đệ Hỉ, Kháng, kẻ thanh bạch trung cần, hoặc tư tài trác mậu, đều là nòng cốt của xã tắc, rường cột của quốc gia.